# Patosfa
Patosfa je selo u južnoj Mađarskoj.
Zauzima površinu od 15,07 km četvorna.

## Zemljopisni položaj
Nalazi se na 46° 7' 39" sjeverne zemljopisne širine i 17° 40' 2" istočne zemljopisne dužine. Nalazi se 10 sjeveroistočno od granice s Republikom Hrvatskom i rijeke Drave. Jugoistočno od sela je ribnjak.
Nalazi se 1 km istočno od granice Šomođske s Baranjskom županijom.
Senđuđ je 5 km zapadno, Lad je 1,5 km sjeverozapadno, Višnja je 7 km sjeverno, Vásárosbéc je 6,5 km sjeveroistočno, zaštićeni krajolik Želic je 10 km sjeveroistočno, Somogyhatvan je 2,5 km istočno-jugoistočno, Mrnja je 6,5 km jugoistočno a Kamača je 6,5 km jugozapadno.

## Upravna organizacija
Upravno pripada Barčanskoj mikroregiji u Šomođskoj županiji. Poštanski broj je 7536.

## Promet
15 je kilometara udaljena od najbližih velikih državnih cestovnih prometnica.

## Stanovništvo
Patosfa ima 313 stanovnika (2001.). Skoro svi su Mađari.

## Vanjske poveznice
- (mađ.) TérképCentrum - plan sela  Arhivirana inačica izvorne stranice od 16. svibnja 2011. (Wayback Machine)